# 멀린다 컬리아
멀린다 컬리아(Melinda Culea, 1955년 5월 5일 ~ )는 미국의 배우이다.

## 출연 작품

### 영화
- 피셔 킹 (1991)
- 킬러스 아이 (1992, Through the Eyes of a Killer)
- 못말리는 포장마차 (1994, Wagons East)

### 텔레비전
- 해양 특공 작전 (1982, Gavilan)
- A 특공대 (1983)
- Knots Landing (1988-90)